# Jesús Herrera Martínez
Jesús Herrera Martínez (1976, Petrer, Alacant) és un artista. De la seua obra paisatgística destaca el tractament del paisatge com a element transformat per la humanitat. Agafa les influències romàntiques dels vuitcentistes (destacant Caspar Friedrich) i els dona un nou significat on la interacció entre els residents, el creixement sense planificació i la naturalesa arriba a xocar amb resultats catastròfics.